# بريجوس ناكولما
بريجوس ناكولما (بالفرنسية: Préjuce Nakoulma)‏ (مواليد 21 إبريل 1987 في واغادوغو) هو لاعب كرة قدم بوركيني، يلعب حاليًا كمهاجم لصالح نادي مرسين إدمان يوردو.

## وصلات خارجية
- بريجوس ناكولما على موقع اتحاد تركيا (لاعب) (الإنجليزية)
- بريجوس ناكولما على موقع قاعدة بيانات كرة القدم.إي يو (الإنجليزية)
- بريجوس ناكولما على موقع ناشيونال فوتبول تيمز (الإنجليزية)
- بريجوس ناكولما على موقع Soccerway.com (الإنجليزية)
- بريجوس ناكولما على موقع عالم كرة القدم.نت (الإنجليزية)